# هنري هوارد (مهندس معماري)
هنري هوارد (بالإنجليزية: Henry Howard)‏ هو مهندس معماري أمريكي، ولد في 8 فبراير 1818 في كورك في جمهورية أيرلندا، وتوفي في 25 نوفمبر 1884 في نيو أورلينز في الولايات المتحدة.